# 경기도의 유형문화재 (제101호 ~ 제200호)
경기도의 유형문화재는 지방유형문화재 중에서 경기도에 있는 문화재를 의미한다.

## 지정 목록

### 제101호 ~ 제200호
| 번호  | 사진 | 명칭                                                                                          | 소재지                                                    | 관리자 (단체)              | 지정일                                                             | 참조 |
| 101호 |      | 봉국사대광명전 (奉國寺大光明殿)                                                               | 경기 성남시 수정구 태평동 216-2                           | 봉국사                     | 1980년 6월 2일 지정                                                |      |
| 102호 |      | 망경암마애여래좌상 (望京菴磨崖如來坐像) (Rock-carved Seated Buddha of Manggyeongam Hermitage) | 경기 성남시 수정구 복정동 553-1                           | 망경암                     | 1980년 6월 2일 지정                                                |      |
| 104호 |      | 연주암삼층석탑 (戀主菴三層石塔)                                                               | 경기 과천시 중앙동 85-1                                   | 연주암                     | 1980년 6월 2일 지정                                                |      |
| 105호 |      | 이항로선생생가 (李恒老先生生家)                                                               | 경기 양평군 서종면 노문리 535-6                           | 양평군                     | 1980년 6월 2일 지정                                                |      |
| 106호 |      | 이천중리삼층석탑 (利川中里三層石塔)                                                           | 경기 이천시 중리동 187                                    | 이천시                     | 1981년 7월 16일 지정                                               |      |
| 107호 |      | 이천어석리석불입상 (利川於石里石佛立像)                                                       | 경기 이천시 장호원읍 어석리 564-4                         | 박종길                     | 1981년 7월 16일 지정                                               |      |
| 108호 |      | 석남사대웅전 (石南寺大雄殿)                                                                   | 경기 안성시 금광면 상중리 508                             | 석남사                     | 1981년 7월 16일 지정                                               |      |
| 109호 |      | 석남사마애여래입상 (石南寺磨崖如來立像)                                                       | 경기 안성시 금광면 상중리 산22                            | 석남사                     | 1981년 7월 16일 지정                                               |      |
| 110호 |      | 김중만장군공신록및교지 (金重萬將軍功臣錄및敎旨)                                               | 경기 안성시 대덕면 토현리 산3-2                           | 김병석                     | 1981년 7월 16일 지정                                               |      |
| 111호 |      | 성공회강화성당 (聖公會江華聖堂)                                                               | 경기 경기전역 강화군 강화읍 관청리                        | 이재정                     | 1981년 7월 16일 지정, 1995년 3월 1일 해지, 사적 제424호로 승격     |      |
| 112호 |      | 삼막사삼층석탑 (三幕寺三層石塔)                                                               | 경기 안양시 만안구 석수동 241-54                          | 삼막사                     | 1983년 9월 19일 지정                                               |      |
| 113호 |      | 봉림사목조여래좌상복장전적 (봉림寺木造如來坐像복장전적)                                       | 경기 화성시 봉림사목조여래좌상                            | 봉림사                     | 1983년 9월 19일 지정, 1991년 9월 30일 해지, 보물 제1095호로 승격   |      |
| 114호 |      | 칠장사대웅전 (七長寺大雄殿)                                                                   | 경기 안성시 죽산면 칠장리 764                             | 칠장사                     | 1983년 9월 19일 지정, 2019년 8월 29일 해지, 보물 제2036호로 승격   |      |
| 115호 |      | 칠장사소조사천왕상 (七長寺塑造四天王像)                                                       | 경기 안성시 죽산면 칠장리 764                             | 칠장사                     | 1983년 9월 19일 지정                                               |      |
| 116호 |      | 청원사칠층석탑 (淸源寺七層石塔)                                                               | 경기 안성시 원곡면 성은리 397                             | 청원사                     | 1983년 9월 19일 지정                                               |      |
| 117호 |      | 검제김유선생영정 (儉齊金楺先生影幀)                                                           | 경기 의왕시 왕곡동40                                      | 청풍김씨판서공파종중       | 1984년 9월 12일 지정, 2006년 12월 29일 해제, 보물 제1481호로 승격  |      |
| 118호 |      | 신경유선생영정및공신녹권 (申景裕先生影幀및功臣錄券)                                           | 경기 광주시 도척면 진우리 726                             | 신길상                     | 1984년 9월 12일 지정, 2009년 8월 7일 해지, 충청북도로 영구 이전    |      |
| 119호 |      | 소고리마애여래좌상 (所古里磨崖如來坐像)                                                       | 경기 이천시 모가면 소고리 640-7                           | 이천시                     | 1984년 9월 12일 지정                                               |      |
| 120호 |      | 문수산마애보살상 (文殊山磨崖菩薩像)                                                           | 경기 용인시 원삼면 문촌리 산25                            | 용인시                     | 1984년 9월 12일 지정                                               |      |
| 121호 |      | 이회선생신도비 (李懷先生神道碑)                                                               | 경기 파주시 조리면 장곡리 산20-1                          | 전주이씨익양군파종회       | 1984년 9월 12일 지정                                               |      |
| 122호 |      | 망월사혜거국사부도 (望月寺慧炬國寺浮屠)                                                       | 경기 의정부시 호원동 산91                                 | 망월사                     | 1985년 6월 28일 지정                                               |      |
| 123호 |      | 백헌이경석선생유물                                                                            | 경기 성남시 석운동 51                                     | 전주이씨백헌공파종중       | 1985년 6월 28일 지정, 1987년 12월 26일 해지, 보물 제930호로 승격   |      |
| 124호 |      | 청룡사사적비 (靑龍寺事蹟碑)                                                                   | 경기 안성시 서운면 청룡리62-4                             | 청룡사                     | 1985년 6월 28일 지정                                               |      |
| 125호 |      | 삼막사사적비 (三幕寺事蹟碑)                                                                   | 경기 안양시 만안구 석수1동 241-54                         | 삼막사                     | 1985년 6월 28일 지정                                               |      |
| 126호 |      | 나만갑선생신도비 (羅萬甲先生神道碑)                                                           | 경기 구리시 사노동 산163                                  | 안정나씨종중               | 1985년 6월 28일 지정                                               |      |
| 127호 |      | 한확선생신도비 (韓確先生神道碑)                                                               | 경기 남양주시 조안면 능내리 산69-5                        | 청주한씨종중               | 1985년 6월 28일 지정                                               |      |
| 128호 |      | 신륵사극락보전 (神勒寺極樂寶殿)                                                               | 경기 여주시 북내면 천송리 282                             | 신륵사                     | 1985년 6월 28일 지정                                               |      |
| 129호 |      | 조영복선생영정 (趙榮福先生影幀)                                                               | 경기 용인시 기흥읍 상갈리 산19 (경기도 박물관)            | 경기도 박물관              | 1985년 6월 28일 지정, 1999년 12월 15일 해지, 보물 제1298호로 승격  |      |
| 130호 |      | 신창리삼층석탑 (新倉里三層石塔)                                                               | 경기 안성시 고삼면 신창리 293-5                           | 안성시                     | 1986년 5월 7일 지정                                                |      |
| 131호 |      | 오봉사지부도 (五峰寺址浮屠)                                                                   | 경기 연천군 연천읍 고문리 산73-2                          | 연천군                     | 1986년 5월 10일 지정                                               |      |
| 132호 |      | 삼봉집목판 (三峰集木版)                                                                       | 경기 평택시 진위면 은산2리                                | 봉화정씨문헌공파대종회     | 1986년 5월 7일 지정                                                |      |
| 133호 |      | 월사집목판 (月沙集木板)                                                                       | 경기 가평군 상면 태봉리                                   | 연안이씨관동파종중         | 1988년 3월 21일 지정                                               |      |
| 134호 |      | 연행일록.연행별장외명현통찰 (燕行日錄.燕行別章外名賢筒札)                                     | 경기 용인시 기흥구 상갈동 85 경기도박물관                 | 경기도 박물관              | 1988년 12월 2일 지정                                               |      |
| 135호 |      | 청계사소장목판 (淸溪寺所藏木板)                                                               | 경기 의왕시 양지편1로 11(청계동)                          | 청계사                     | 1988년 12월 2일 지정                                               |      |
| 136호 |      | 서거정선생묘지석 (徐居正先生墓誌石)                                                           | 경기 용인시 기흥구 상갈동 85 경기도박물관                 | 경기도 박물관              | 1989년 6월 1일 지정                                                |      |
| 137호 |      | 팽성읍객사 (彭城邑客舍)                                                                       | 경기 평택시 팽성읍 객사리 117                             | 평택시                     | 1989년 6월 1일 지정                                                |      |
| 138호 |      | 연천 심원사지부도군 (漣川 深源寺址浮屠群)                                                     | 경기 연천군 신서면 내산리 342-1                           | 대한불교조계종 원심원사    | 1991년 4월 20일 지정, 2018년 5월 9일 명칭 변경                     |      |
| 139호 |      | 여산송씨족보 (礪山宋氏族譜)                                                                   | 경기 여주시 가남면 심석리 산 66                           | 여산송씨종회               | 1991년 4월 2일 지정                                                |      |
| 142호 |      | 장만선생영정및공신록권 (張晩先生影幀및功臣錄券)                                               | 경기 김포시 하성면 가금리 7                               | 인동장씨태상경파충정종친회 | 1991년 10월 19일 지정                                              |      |
| 143호 |      | 고양군흥국사극락구품도 (高陽郡興國寺極樂九品圖)                                               | 경기 고양시 덕양구 지축동 203                             | 흥국사                     | 1991년 10월 19일 지정                                              |      |
| 144호 |      | 이호민영정외일괄유물 (李好閔影幀外一括遺物)                                                   | 경기 양평군 옥천면 신복리                                 | 연안이씨종친회             | 1992년 12월 31일 지정                                              |      |
| 145호 |      | 여주 경수연도 (驪州 慶壽宴圖)                                                                 | 경기 여주시 강천면 부평리 186-1                           | 이성욱                     | 1992년 12월 31일 지정, 2018년 5월 9일 명칭 변경                    |      |
| 146호 |      | 심련원신도비 (沈連源神道碑)                                                                   | 경기 김포시 통진읍 옹정리 58-12                           | 청송심씨대종회             | 1992년 12월 31일 지정                                              |      |
| 147호 |      | 심강신도비 (沈鋼神道碑)                                                                       | 경기 김포시 통진읍 옹정리 58-12                           | 청송심씨대종회             | 1992년 12월 31일 지정                                              |      |
| 148호 |      | 정대년신도비 (鄭大年神道碑)                                                                   | 경기 여주시 점동면 원부리 205-3                           | 동내정씨사암공파종중       | 1993년 6월 3일 지정                                                |      |
| 149호 |      | 류영수양관연명지도 (留營首陽館延命之圖)                                                       | 경기 안양시                                               | 류***                      | 1994년 10월 29일 지정, 2015년 8월 31일 국가에 기증                 | ,    |
| 150호 |      | 건륭57년5월3일군호재가문서 (乾隆57年5月3日軍號裁可文書)                                       | 경기 안양시 동안구 비산동 386 미륭이파트 7동 1205호       | 윤창로                     | 1994년 10월 29일 지정                                              |      |
| 151호 |      | 봉녕사 석조삼존불 (奉寧寺 石造三尊佛)                                                         | 경기 수원시 팔달구 창룡대로 236-54(우만동 248번지) 봉녕사 | 봉녕사                     | 1994년 10월 29일 지정                                              |      |
| 152호 |      | 봉녕사 불화(신중탱화.현왕탱화) (奉寧寺 佛畵(神衆幀畵.現王幀畵))                               | 경기 수원시 팔달구 창룡대로 236-54(우만동 248번지) 봉녕사 | 봉녕사                     | 1994년 10월 29일 지정                                              |      |
| 153호 |      | 한응인영정및재실유물일괄 (韓應寅影幀및齋室遺物一括)                                           | 경기 안산시 사사동 산111                                  | 청주한씨충정공파종중       | 1995년 4월 24일 지정                                               |      |
| 154호 |      | 안성객사 (安城客舍)                                                                           | 경기 안성시 보개면 양복리 238-1                           | 안성시                     | 1995년 8월 7일 지정                                                |      |
| 155호 |      | 포천석조여래입상 (抱川石造如來立像)                                                           | 경기 포천시 어룡동 산19                                   | 포천시                     | 1995년 8월 7일 지정                                                |      |
| 156호 |      | 파주마애사면석불 (坡州磨崖四面石佛)                                                           | 경기 파주시 진동면 동파리 산31-1                          | 파주시                     | 1995년 8월 7일 지정                                                |      |
| 157호 |      | 남양주수종사부도 (南楊州水鍾寺浮屠)                                                           | 경기 남양주시 조안면 북한강로433번길 186                  | 수종사                     | 1995년 8월 7일 지정, 2019년 1월 25일 해제, 보물 제2013호로 승격    |      |
| 158호 |      | 파주보광사숭정칠년명동종 (坡州普光寺崇禎七年銘銅鐘)                                           | 경기 파주시 광탄면 영장리 13                              | 보광사                     | 1995년 8월 7일 지정                                                |      |
| 159호 |      | 안성칠장사괘불 (安城七長寺掛佛)                                                               | 경기 안성시 죽산면 칠장리 762                             | 칠장사                     | 1996년 1월 18일 지정, 1997년 9월 22일 해지, 국보 제296호로 승격    |      |
| 160호 |      | 여주도곡리석불좌상 (驪州道谷里石佛坐像)                                                       | 경기 여주시 금사면 도곡리 산7                             | 여주시                     | 1996년 1월 18일 지정                                               |      |
| 161호 |      | 오리이원익영우 (梧里李元翼影宇)                                                               | 경기 광명시 소하2동 1084                                  | (주)충현                   | 1996년 12월 24일 지정                                              |      |
| 162호 |      | 보광사목조여래좌상 (普光寺木造如來坐像)                                                       | 경기 과천시 갈현동 산126-21                               | 보광사                     | 1996년 12월 24일 지정                                              |      |
| 163호 |      | 남계박세채영정 (南溪朴世采影幀)                                                               | 경기 용인시 기흥구 상갈동 85 경기도박물관                 | 경기도박물관               | 1996년 12월 24일 지정                                              |      |
| 164호 |      | 안양중초사지삼층석탑 (安養中初寺址三層石塔)                                                   | 경기 안양시 만안구 석수동 212-1                           | 안양시                     | 1997년 12월 26일 지정                                              |      |
| 165호 |      | 남양주봉선사괘불 (南楊州奉先寺掛佛)                                                           | 경기 남양주시 진접읍 부평리 255                           | 봉선사                     | 1997년 12월 26일 지정, 2012년 12월 27일 해지, 보물 제1792호로 승격 |      |
| 166호 |      | 신재한상경영정 (信齋韓尙敬影幀)                                                               | 경기 남양주시 진접읍 금곡리 785                           | 국립중앙박물관             | 1998년 4월 13일 지정                                               |      |
| 167호 |      | 송암이충원영정 (松菴李忠元影幀)                                                               | 경기 여주시 산북면 백자리 244                             | 이용선                     | 1998년 4월 13일 지정                                               |      |
| 168호 |      | 가평현등사소장봉선사종 (加平懸燈寺所藏奉先寺鐘)                                               | 경기 가평군 하면 하판리 257                               | 현등사주지                 | 1998년 4월 13일 지정, 2012년 12월 27일 해지, 보물 제1793호로 승격  |      |
| 169호 |      | 현수제승법수 (賢首諸乘法數)                                                                   | 경기 용인시 기흥구 상갈동 85 경기도박물관                 | 경기도박물관               | 1998년 12월 18일 지정                                              |      |
| 170호 |      | 안성청룡사금동관음보살좌상 (安城靑龍寺金銅觀音菩薩坐像)                                       | 경기 안성시 서운면 청룡리 28                              | 청룡사                     | 2000년 3월 24일 지정                                               |      |
| 171호 |      | 양평상자포리마애여래입상 (楊平上紫浦里磨崖如來立像)                                           | 경기 양평군 개군면 상자포리 36-1                          | 양평군                     | 2000년 3월 24일 지정                                               |      |
| 172호 |      | 양평용문사금동관음보살좌상 (楊平龍門寺金銅觀音菩薩坐像)                                       | 경기 양평군 용문면 신점리 625                             | 용문사                     | 2000년 3월 24일 지정, 2012년 12월 27일 해지, 보물 제1790호로 승격  |      |
| 173호 |      | 호봉송언신영정 (壺峰宋言愼影幀)                                                               | 경기 용인시 기흥읍 상갈리 85                              | 경기도박물관               | 2000년 3월 24일 지정, 2004년 5월 7일 해지, 보물 제941-2호로 승격   |      |
| 174호 |      | 안성청원사대웅전 (安城淸源寺大雄殿)                                                           | 경기 안성시 원곡면 성은리 397                             | 청원사                     | 2000년 3월 24일 지정                                               |      |
| 175호 |      | 안성정무공오정방고택 (安城貞武公吳定邦古宅)                                                   | 경기 안성시 양성면 덕봉리 246                             | 해주오씨정부공파종중       | 2000년 3월 24일 지정                                               |      |
| 176호 |      | 의정부약수선원목조보살입상 (議政府藥水禪院木造菩薩立像)                                       | 경기 의정부시 호원동 226-54                               | 약수선원                   | 2001년 9월 17일 지정                                               |      |
| 177호 |      | 하석박정영정 (瑕石朴正影幀)                                                                   | 경기 의정부시 장암동 197                                  | 박찬호                     | 2001년 9월 17일 지정                                               |      |
| 178호 |      | 인재홍진영정 (認齋洪進影幀)                                                                   | 경기 여주시 대신면 계림리 318                             | 홍연호                     | 2001년 9월 17일 지정                                               |      |
| 179호 |      | 안성죽림리삼층석탑 (安城竹林里三層石塔)                                                       | 경기 안성시 죽산면 칠장리 764                             | 강정웅                     | 2002년 4월 8일 지정                                                |      |
| 180호 |      | 양평지평리삼층석탑 (楊平砥平理三層石塔)                                                       | 경기 양평군 지제면 지평리 502-2                           | 양평군                     | 2002년 4월 8일 지정                                                |      |
| 181호 |      | 쌍계사목조여래좌상 (雙溪寺木造如來坐像)                                                       | 경기 안산시 대부북동 1058                                 | 쌍계사                     | 2002년 9월 16일 지정                                               |      |
| 182호 |      | 쌍계사현왕도 (雙溪寺現王圖)                                                                   | 경기 안산시 대부북동 1058                                 | 쌍계사                     | 2002년 9월 16일 지정                                               |      |
| 183호 |      | 현등사목조아미타좌상 (懸燈寺木造阿彌陀坐像)                                                   | 경기 가평군 하면 하판리 산163                             | 현등사                     | 2002년 9월 16일 지정                                               |      |
| 184호 |      | 현등사청동지장보살좌상 (懸燈寺靑銅地藏菩薩坐像)                                               | 경기 가평군 조종면 운악리 163                             | 현등사                     | 2002년 9월 16일 지정                                               |      |
| 185호 |      | 현등사아미타회상도 (懸燈寺阿彌陀會上圖)                                                       | 경기 가평군 하면 하판리 산163                             | 현등사                     | 2002년 9월 16일 지정                                               |      |
| 186호 |      | 의정부회룡사오층석탑 (議政府回龍寺五層石塔)                                                   | 경기 의정부시 호원동 411                                  | 회룡사                     | 2003년 4월 21일 지정                                               |      |
| 187호 |      | 계갑일록및관련문서 (癸甲日錄및關聯文書)                                                       | 경기 화성시                                               | 우광성                     | 2003년 4월 25일 지정                                               |      |
| 188호 |      | 고양봉성암전성능대사부도 (高陽奉聖庵傳性能大師浮屠)                                           | 경기 고양시                                               | 봉성암                     | 2003년 9월 4일 지정                                                |      |
| 189호 |      | 고양흥국사괘불 (高陽興國寺掛佛)                                                               | 경기 고양시                                               | 흥국사                     | 2003년 9월 4일 지정                                                |      |
| 190호 |      | 고양상운사목조아미타삼존불 (高陽祥雲寺木造阿彌陀三尊佛)                                       | 경기 고양시                                               | 상운사                     | 2003년 9월 4일 지정                                                |      |
| 191호 |      | 이인엽영정 (李仁燁影幀)                                                                       | 경기 용인시 기흥구 상갈동 85 경기도박물관                 | 경기도박물관               | 2003년 9월 4일 지정                                                |      |
| 192호 |      | 요지연도 (瑤池宴圖)                                                                           | 경기 용인시                                               | 경기도박물관               | 2003년 9월 4일 지정                                                |      |
| 193호 |      | 현등사신중도 (懸燈寺神重圖)                                                                   | 경기 가평군                                               | 주지                       | 2003년 9월 8일 지정                                                |      |
| 194호 |      | 용인어비리삼층석탑 (魚肥里三層石塔)                                                           | 경기 용인시 처인구 이동면 어비리 807-9                    | 동도사                     | 2004년 11월 29일 지정                                              |      |
| 195호 |      | 여주신륵사팔각원당형석조부도 (驪州神勒寺八角圓堂形石造浮屠)                                   | 경기 여주시 천송동 282                                    | 신륵사                     | 2004년 11월 27일 지정                                              |      |
| 196호 |      | 의정부원효사묘법연화경 (議政府元曉寺妙法蓮華經)                                               | 경기 의정부시 호원동 229-149                              | 원효사                     | 2004년 11월 29일 지정                                              |      |
| 197호 |      | 남양주내원암괘불도 (南楊州內阮庵掛佛圖)                                                       | 경기 남양주시 별내면 순화궁로909번길 104                  | 내원암                     | 2004년 11월 29일 지정                                              |      |
| 198호 |      | 현등사수월관음도 (懸燈寺水月觀音圖)                                                           | 경기 가평군                                               | 주지                       | 2004년 11월 29일 지정                                              |      |
| 199호 |      | 현등사함허당득통탑및석등 (懸燈寺涵虛堂得通塔및石燈)                                           | 경기 가평군 조종면 운악리 산163                           | 주지                       | 2004년 11월 29일 지정                                              |      |
| 200호 |      | 용인화운사목조여래(아미타,약사)좌상 (龍仁華雲寺木造如來(阿彌陀,藥師)坐像)                     | 경기 용인시 처인구 삼가동 33-1                            | 화운사                     | 2006년 6월 19일 지정                                               |      |